# Ian Rush
Ian James Rush, MBE (sinh ngày 20 tháng 10 năm 1961) là một cựu tiền đạo người Wales được biết đến nhiều nhất với quãng thời gian anh chơi cho Liverpool. Rush là một tay săn bàn chủ lực cho Liverpool và đội tuyển Wales trong quãng thời gian từ những năm 1980 đến 1990.
Ở cấp độ câu lạc bộ, ông cũng từng chơi cho Chester, Juventus, Leeds United, Newcastle United, Sheffield United, Wrexham và Sydney Olympic trước khi giải nghệ vào năm 1999.

## Sự nghiệp

### Giai đoạn đầu:1978-1980
Sau khi tốt nghiệp trường trung học St Richard Gwyn Catholic vào năm 1978, Rush bắt đầu sự nghiệp ở đội bóng hạng ba Chester.Sau khi gây ấn tượng cùng đội trẻ, anh chơi 34 trận ở giải vô địch quốc gia và ghi 14 bàn thắng sau khi có trận ra mắt vào tháng 4 năm 1979 trong trận hoà 2-2 cùng Sheffield Wednesday và chơi ở hàng tiền vệ, nhưng chứng tỏ tài năng khi chơi ở vị trí tiền đạo cắm trong mùa giải tiếp đó.Bàn thắng đầu tiên của anh ở giải vô địch quốc gia đến trong trận hoà 2-2 của Chester với Gillingham vào ngày 15 tháng 9 năm 1979 và tới Giáng sinh anh trở thành tiền đạo chủ lực sau khi Ian Edwards tới Wrexham.
Điểm nhấn đáng nhớ của Rush là bàn thắng vào lưới gã khổng lồ Newcastle United trong trận thắng đầy bất ngờ 2-0 ở vòng 3 cúp FA vào tháng 1 năm 1980, với Chester có thành tích tốt nhất với việc lọt vào vòng 16 đội và thua Ipswich Town.Trận cuối cùng của anh cho Chester là trận thắng 2-1 trước Southend United ở sân Sealnd Road vào ngày 26 tháng 4 năm 1980 và trận này anh không ghi bàn.
Mặc dù nhận được sự quan tâm từ Manchester City, và với việc anh là một cổ động viên của Everton từ khi còn nhỏ, Liverpool đã chiến thắng trong cuộc đua đến chữ ký của cầu thủ 18 tuổi vào tháng 4 năm 1980, mặc dù anh vẫn phải thi đấu cho Chester cho tới cuối mùa giải bởi anh ký hợp đồng khi kì chuyển nhượng đã kết thúc (27 tháng 3 năm 1980).
Huấn luyện viên Bob Paisley đã trả mức giá 300,000 bảng và đó là mức giá kỉ lục của Chester khi bán cầu thủ.
Trong thời gian thi đấu cùng Chester ông được dẫn dắt bởi huấn luyện viên Alan Oakes, mặc dù người trợ giúp nhiều nhất cho những tiến bộ của anh lại là huấn luyện viên Cliff Sear.Gần 20 năm sau, Rush và Sear làm việc cùng nhau ở ban huấn luyện Wrexham.

### Liverpool:1980-1987
Rush có trận ra mắt chính thức đầu tiên ở đội tuyển quốc gia vào tháng 5 năm 1980, ngay trước khi anh chính thức trở thành cầu thủ của Liverpool.Trận đấu đầu tiên của anh trong màu áo đỏ là vào ngày 13 tháng 12 năm đó ở giải hạng nhất ở sân Portman Road tiếp Ipswich Town.Ngay lập tức, ông được xếp đá cặp cùng tiền đạo xuất sắc Kenny Dalglish (vào thời điểm đó được đánh giá là một trong những tiền đạo hàng đầu thế giới), và đeo áo số 7.Tiền vệ Jimmy Case ghi bàn duy nhất cho Liverpool trong trận hoà 1-1.Vào thời điểm đó, Liverpool được đặt ra mục tiêu bảo vệ danh hiệu vô địch quốc gia và cúp liên đoàn, và cũng phải bảo vệ cả danh hiệu cúp châu Âu.Không may, Liverpool đã gây thất vọng ở giải quốc nội khi chỉ về đích ở vị trí thứ 5 (Aston Villa vô địch) nhưng họ vô địch danh hiệu châu Âu (lần thứ 3) và cúp liên đoàn (lần đầu tiên).
Rush không thường xuyên được sử dụng trong mùa giải đầu tiên ở Liverpool và thường chỉ được chơi ở đội dự bị như một cách để thích ứng với lối chơi của Liverpool.Rush được đối xử không gì khác và phải bắt đầu thời gian ở đội bóng như một thành viên của đội bóng hơn là được đưa vào đội một.
Thời gian học hỏi này khó khăn khi ông không có nhiều bàn thắng, chủ yếu thời kì đó các cầu thủ trẻ thường rời Anfield để có được chỗ đứng trong đội hình chính.Nhưng sau khi có cuộc nói chuyện với Paisley, người nói anh là "cần cá nhân hơn khi ở trước khung thành", Rush quyết định ở lại và chiến đấu cho một vị trí.
Tưởng như Rush cần nhiều thời gian sau khi gia nhập đội để có bàn thắng đầu tiên, nhưng đó đã đến ngay vào ngày 30 tháng 12 năm 1981 ở lượt đấu thứ hai ở vòng bảng trên sân Anfield tiếp Oulun Palloseura.Liverpool đã thắng trận lượt đi với tỉ số 1-0, và trận lượt về họ thắng đậm 7-0, Rush ghi bàn ở phút 67 sau khi vào sân chỉ 3 phút thay David Johnson.Anh kết thức mùa giải ở vị trí vua phá lưới đội bóng với 30 lần trong 49 lần ra sân ở mọi mặt trận, với hiệu suất 1 bàn trong 1,6 trận.17 trong số này đến từ giải nội địa và giúp Lữ đoàn đỏ vô địch giải quốc nội từ tay Aston Villa.Chức vô địch này còn ấn tượng hơn bởi Liverpool đã về đích ở giai đoạn lượt đi ở vị trí thứ 10, với Manchester United và Swansea City đã đầu, trước khi chức vô địch trở lại Anfield sau 2 năm.Anh cũng ghi bàn để giúp Liverpool vô địch cúp liên đoàn trong trận tiếp Tottenham.
Ông cũng được bầu chọn là cầu thủ trẻ của năm vào năm 1983 sau khi giúp Liverpool giành cúp đúp giải vô địch quốc gia/cúp liên đoàn, và cả một thành công ở cúp châu Âu.Ông ghi 24 bàn thắng ở giải quốc nội và Lữ đoàn đỏ về đích với 11 điểm hơn đội bóng thứ hai Watford.Vào ngày 6 tháng 11 năm 1982 Rush ghi 4 bàn trong trận thắng 5-0 trước Everton, một kỉ lục cho một cầu thủ ghi bàn trong trận derby vùng Merseyside
.
Cúp liên đoàn (danh hiệu thứ ba của Liverpool ở giải này) cũng được thêm vào bộ sưu tập sau trận thắng 2-1 sau hiệp phụ ở sân Wembley.Anh được bầu chọn là cầu thủ xuất sắc nhất năm 1984 khi Liverpool dành cú ăn ba giải vô địch quốc gia, cúp liên đoàn và cúp châu Âu.Không có bất ngờ gì khi Rush được bầu chọn là cầu thủ xuất sắc nhất mùa giải theo bình chọn của các nhà báo.Anh ghi 47 bàn trong 65 trận (khiến anh tở thành cầu thủ ghi nhiều bàn nhất ở mọi giải đấu ở các câu lạc bộ mùa giải đó), 1 bàn trong 1,4 trận, khi Liverpool về đích với 3 điểm hơn đội bóng ở dưới Southampton ở giải quốc nội, đánh bại kình địch cùng thành phó Everton 1-0 trong trận chung kết đá lại ở cúp liên đoàn (sau trận hoà 0-0 trong một trận đấu chung kết đầu tiên toàn Merseyside), và có danh hiệu vô địch châu Âu thứ 4 sau khi đánh bại AS Roma trong trận chung kết với tỉ số 4-2 ở loạt đá luân lưu (Rush ghi bàn nâng tỉ số lên 3-2 sau những màn nhảy múa nổi tiếng của Bruce Grobbelaar) sau khi hoà 1-1 ở hai hiệp chính và phụ.
Mùa giải 1984-1985 là mùa giải đầu tiên Liverpool không có danh hiệu sau 10 năm, mặc dù họ đã vào trận chung kết cúp châu Âu gặp Juventus ở sân vận động Heysel, Brussels, Bỉ.Trận chung kết này là một thảm hoạ khi trước khi trận đấu bắt đầu, các cổ động viên quá khích đã đẩy đổ một mảng tường, giết chết 39 cổ động viên của Juventus.Điều đó đã ảnh hưởng tới các cầu thủ (bao gồm cả Rush), người đã bất ngờ được cho chơi trong trận chung kết mặc dù có phong độ tệ hại.Trận đấu mà cả hai đội đều không chú ý hoàn toàn đến kết quả, đã kết thúc với tỉ số 1-0 cho Juvetus.Liverpool đã thát bại trong cuộc đua đến danh hiệu vô địch quốc gia khi thua người hàng xóm Everton, đội bóng đã vô địch sớm 4 vòng đấu.Thảm hoạ này đã ảnh hưởng đến danh tiếng của các đội bóng anh ở các cúp châu Âu, và Liverpool bị cấm thi đấu ở đấu trường châu Âu trong 3 năm.Điều này có nghĩa Rush cùng các đồng đội đã không thể tham dự giải đấu cúp UEFA ở mùa giải 1985-1986.
Mùa giải 1985-1986 đã khá hơn nhiều cho Lữ đoàn đỏ và Rush.Ông ghi 2 bàn trong trận Liverpool đánh bại Southampton ở bán kết cúp FA trên sân White Hart Lane và giành vé dự trận chung kết ở Wembley với Everton, trận chung kết cúp FA đầu tiên toàn Merseyside.Trước đó, Rush đã ghi bàn trong trận gặp Watford ở tứ kết.Liverpool cũng đã đánh bại đối thủ cùng thành phố trong cuộc đua đến ngôi vô địch giải quốc nội (cuộc đua cũng có sự góp mặt của West Ham United và Manchester United bằng chiến thắng 1-0 trước Chelsea ở Stamford Bridge, do vậy thật kì lạ là cả hai cuộc đua đến ngôi vô địch đều là của đội bóng cùng thành phố.Nếu lữ đoàn đỏ thắng, họ sẽ là đội thứ 5 đoạt cú đúp vô địch (và là đội thứ 3 trong thế kỉ 20 làm được điều đó).Nếu Everton thắng, họ không chỉ ngăn được kình địch cùng thành phố có được cú đúp danh hiệu mà còn có được danh hiệu mà trong con mắt nhiều người là rất hiếm.Everton mở tỉ số khi Gary Lineker vượt qua Alan Hansen để hạ gục Grobbelaar và giữ nguyên kết quả này cho tới hết hiệp một khi Liverpool quyết tâm tìm bàn quân bình tỉ số.
Nhưng sau khi có những chỉ đạo trong giờ nghỉ bởi huấn luyện viên kiêm cầu thủ Kenny Dalglish, Liverpool đã tạo được một thế trận khác trong hiệp hai.Với Rush dẫn dắt hàng công, họ gỡ hoà ở phút 57 khi ông vượt qua một hậu vệ để nhận đường chuyền của Jan Mølby để đánh bại thủ môn của Everton Bobby Mimms với một cú dứt điểm vào lưới chống.6 phút sau, lại là Mølby chỉ đạo một cuộc tấn công khác.Bấm bóng vào vòng cấm của Everton, ông nhận bóng và thực hiện một cú căng ngang để Craig Johnson ghi bàn.Liverpool dẫn 2-1 và tới phút 84, khi Ronnie Whelan dẫn dắt một cuộc tấn công khác.Ông bấm bóng vào vòng cấm Everton.Dalglish chạy cắt mặt để nhận bóng, nhưng Whelan dùng nó như một mồi nhử và thực hiện một cú chuyền bóng sắc qua 3 hậu vệ của Everton để Rush đang đứng trước khung gỗ chừng 5m dứt điểm hạ gục Mimms.Liverpool thắng 3-1 và lần đầu tiên (cũng là duy nhất) vô địch cả cúp liên đoàn và cúp FA.Rush được bầu là Cầu thủ xuất sắc nhất trận.Tuy nhiên, các câu lạc bộ Anh tiếp tục bị cấm đá cúp châu Âu, và Rush đã không thể có cơ hội vô địch cúp châu Âu vào mùa giải 1986-1987.

### Juventus, 1987-1988
Sau khi nhận được nhiều sự quan tâm từ các đội bóng hàng đầu châu Âu, Rush quyết định vào đầu mùa giải 1986-1987 rằng ông sẽ rời Anfield, và vào ngày 1 tháng 7 năm 1987, ông chuyển tới gã khổng lồ nước Ý, Juventus với giá 3 triệu bảng.Vụ chuyển nhượng như một cách để làm nguôi ngoai nỗi đau về thảm hoạ Heysel giữa hai đội bóng.Rush là một trong những cầu thủ thuộc vương quốc Anh đáng chú ý nhất ra nước ngoài thi đấu vào cuối những năm 1980.
Nhưng đó chỉ vẻ bề ngoài, đây là một thử thách mới cho Rush, người sẽ phải vượt qua những hậu vệ vô cùng chắc chắn ở Serie A.Không may, quãng thời gian ở Juventus của ông lại không được thành công khi ông chỉ ghi 8 bàn trong 29 trận.Ông đã có một quãng thời gian khó khăn tại Torino, một lần ông nói, "Nó giống như sống ở nước ngoài.".Tuy nhiên, trong cuốn tự truyện Rush nói rằng đó là một trò đùa được tạo nên bởi Kenny Dalglish.Tuy nhiên, trong một cuộc phỏng vấn cho tời The Irish Times vào năm 2008, Rush cho biết điều này là không đúng thực.
Sau chỉ một mùa giải ở Stadio Comunale, ông trở lại Anfield, gia nhập Liverpool với mức giá 2,7 triệu bảng vào ngày 18 tháng 8 năm 1988 - một kỉ lục chuyển nhượng cho một cầu thủ Anh thời bấy giờ, kỉ lục này đã được giữ nguyên trong 3 năm.Thông tin Rush quay trở lại Liverpool được truyền tới các fan trước khi họ hành trình về phía Bắc để tới London xem trận Siêu cúp Anh.Trước khi trận đấu bắt đầu, họ rất hào hứng.Tuy nhiên, lần này họ hát bài hát mới: " Rushie is back, Rushie is back" (tạm dịch là: "Rushie đã trở về, Rushie đã trở về".
Mặc dù đội hình Liverpool ở mùa giải 1987-88 đã có một số cầu thủ nổi tiếng song họ vẫn chào mừng ông trở về đội bóng.
Việc Rush rời Liverpool đã tạo nên một bộ đôi tiền đạo mới là John Aldridge và Peter Beardsley, và trong lần trở về Liverpool ông đã chơi cạnh cả hai cầu thủ này trong đội hình 4-3-3. Cựu đối tác trên hàng công của Rush là Kenny Dalglish (người đã trở thành một cầu thủ kiêm huấn luyện viên từ năm 1985) vẫn thi đấu nhưng lúc đó ông đã 37 tuổi nên hiếm khi ra sân trong đội hình một và chính thức giải nghệ vào năm 1990.
Rush cho ra một cuốn tự truyện về quãng thời gian của ông ở Ý có tên My Italian Diary (nhật ký về thời gian ở Ý của tôi) vào năm 1989.Ở đó, ông đã kể lại về việc phải đấu tranh để khẳng định mình trong phòng thay đồ ở Juventus và việc thích nghi với lối đá ở Ý.

### Quãng thời gian thứ hai ở Liverpool, 1988-1996
Rush đã phải cạnh tranh quyết liệt để có suất trên hàng công với Peter Beardsley và Johns Aldridge, người đã đến Anfield để thay thế cho Rush.Nhiều người cho rằng họ khó có thể đá cùng nhau được bởi lối chơi của họ giống nhau.Aldridge bắt đầu mùa giải tốt hơn Rush và ghi nhiều bàn thắng khiến tiền đạo người Wales phải ngồi ghế dự bị.Vào giai đoạn giữa của mùa giải, Rush đã lấy lại được phong độ.Rush một lần nữa ghi 2 bàn vào lưới Everton trong trận thắng 3-2 ở chung kết cúp FA 1989.Anh vào sân để thay thế Aldridge, người đã mở tỉ số cho Liverpool ở phút thứ 4.Trận đấu đã có tỉ số 1-1 sau 90 phút, nhưng Rush đã đưa Liverpool vượt lên dẫn trước chỉ 4 phút sau khi hiệp phụ bắt đầu.Tiền vệ Everton Stuart McCall sau đó ghi bàn để the Toffees lần thứ 2 quân bình tỉ số, nhưng Rush đã ghi bàn thắng vào phút 103 để mang cúp về cho Liverpool.
Trận chung kết cúp FA mùa giải 1989 trở thành một vết đen trong lịch sử bởi sự kiện vào ngày 15 tháng 4 năm đó.Ở bán kết, Liverpool hoà với Nottingham Forest ở Hillsborough, sân nhà của Sheffield Wednesday.Tuy nhiên, trận đấu đã phải dừng lại vào lúc 3 giờ 6 phút chiều do một thảm hoạ nổ ra.94 fan đã chết, với con số cuối cùng là 96.Rush cùng các đồng đội đã tham dự nhiều lễ tang sau thảm hoạ.
Vào cuối mùa giải đó, UEFA đã cấm các đội bóng Anh tham dự ở đấu trường châu Âu thêm ít nhất một năm, đồng nghĩa với việc Rush cùng các đồng đội không thể chinh phục cúp UEFA.
Cầu thủ và ban huấn luyện Liverpool, bao gồm Rush, đã được cảm ơn cho hành động mẫu mực của họ trong ngày đen tối nhất trong lịch sử đội bóng.Cổ động viên Everton hết sức ủng hộ cho đội bóng hàng xóm trong quãng thời gian đen tối và Liverpool sẽ gặp họ trong trận chung kết ở Wembley và sẽ là một trận đấu tuyệt vời.Các cổ động viên một lần nữa đứng cạnh nhau trong màu áo đỏ và xanh và họ là niềm tự hào của người dân thành phố Liverpool, cũng như cầu thủ và ban huấn luyện đội bóng.
Mùa giải 1989-1990 chứng kiến Rush vô địch một giải vô địch quốc gia khác, lần thứ năm của ông và là cuối cùng, khi Liverpool về đích với 9 điểm nhiều hơn Aston Villa, Rush ghi 18 bàn trong 36 trận.Tuy nhiên, họ đã không thành công trong việc có được cú đúp danh hiệu khi để thua bất ngờ trước Crystal Palace, mặc dù Rush đã đưa Lứ đoàn đỏ vượt lên dẫn trước với bàn thắng vào phút thứ 14.Trận đấu kết thúc với tỉ số 4-3, mặc dù Liverpool đã tạo nên một cơn địa chấn khi thắng 9-0 trước đội mới lên hạng South Londoners ở đầu mùa giải.
Mặc dù lệnh cấm các đội bóng Anh tham dự cúp châu Âu đã kết thúc ở mùa giải 1990-91, song Liverpool vẫn không thể tham dự mùa giải cúp châu Âu 1990-91 bởi theo luật của UEFA thì họ vẫn còn một năm nữa bị cấm.
Mùa giải 1990-91 chứng kiến Rush ghi bàn đều đặn cho và Liverpool dẫn đầu bảng xếp hạng từ đầu mùa giải cho tới tháng 1, nhưng sau đó họ đã bị Arsenal vượt lên và vào ngày 22 tháng 2 năm 1991 Dalglish cho biết ông từ chức huấn luyện viên.Ông được thay thế bởi Graeme Souness nhưng sự thay đổi này không đủ để ngăn chiếc cúp rời khỏi Anfield.Một thời gian ngắn sau khi Dalglish từ chức, Liverpool đã bị loại khỏi cúp FA ở vòng năm bởi đội bóng láng giềng Everton.
Tuy nhiên, Liverpool về đích ở vị trí thứ 2 và cuối cùng được tham dự cúp châu Âu, lọt vào vòng bảng cúp UEFA và tạo ơ hội cho Rush cùng các đồng đội có cơ hội tham dự cúp châu Âu lần đầu tiên từ mùa giải 1984-85.
Vào năm 1992, anh giành được danh hiệu vô địch cúp FA lần thứ 3, ghi bàn thứ hai của Liverpool ở phút 67, trong trận thắng 2-0 trước đội bóng ở giải hạng hai Sunderland ở sân vận động Wembley.Điều này giúp Rush và các đồng đội có cơ hội chơi ở cúp châu Âu.
Ở giải quốc nội, chấn thương đã khiến ông chỉ chơi được có 18 trận và ghi 3 bàn ở mùa giải đó.Tuy nhiên, bàn thắng thứ ba của ông đến trong trận thắng 2-0 trước kình địch Manchester United vào ngày 26 tháng 4 năm 1992 ngăn đối thủ truyền kiếp của họ vô địch và Leeds United đã là đội vô địch. Đặc biệt hơn, đây là bàn thắng duy nhất trong sự nghiệp ông ghi vào lưới Manchester United.Liverpool chỉ về đích ở vị trí thứ 6 ở giải quốc nội mùa giải đó, lần đầu tiên kể từ năm 1981 họ không về đích ở vị trí thứ nhất hoặc hai.
Mùa giải 1992-93 có lẽ là mùa giải khó khăn nhất của Liverpool kể từ khi bắt đầu có những thành công vào năm 1962.Họ không thể có được thêm danh hiệu Premier League, và cuối tháng 3 họ đứng ở vị trí thứ 15.Phong độ không tốt khiến Rush bị loại khỏi đội hình chính và Souness thích sử dụng bộ đôi Ronny Rosenthal và Paul Stewart, nhưng Rush vẫn là cầu thủ ghi nhiều bàn nhất của đội bóng với 14 bàn.Ông trở lại với phong độ tốt vào mùa giải 1993-94, bắt đầu mùa giải với Nigel Clough là đối tác trên hàng công cho tới khi cầu thủ trẻ Robbie Fowler được đôn lên đội một. Đó lại là một mùa giải thất vọng khác cho Liverpool, tuy nhiên, với màn trình diễn không tốt ở Premier Leauge và huấn luyện viên Graeme Souness bị sa thải ở cuối tháng 1 sau khi họ bất ngờ bị loại khỏi cúp FA bởi Bristol City.Huấn luyện viên phó Roy Evans lên thay.Liverpool về đích ở vị trí thứ 8, một lần nữa không được tham dự đấu trường châu Âu.
Rush giành được danh hiệu cúp liên đoàn lần thứ 5 vào năm 1995, khi hai bàn thắng ủa Steve McManaman kết thúc màn trình diễn đầy bất ngờ ủa Bolton Wanderers, Liverpool ra về với chiến thắng 2-1.Mùa giải này là mùa giải thành công nhất của họ từ năm 1991, khi họ về đích thứ 4 ở giải ngoại hạng Anh.
Mùa giải 1995 chứng kiến Liverpool trả mức giá kỉ lục vào lúc bấy giờ là 8,4 triệu bảng Anh cho tiền đạo của Nottingham Forest Stan Collymore, khiến tương lai của Rush ở Anfield được đặt dấu hỏi.Tuy nhiên, ông bắt đầu mùa giải khi là sự lựa chọn số 1 cùng Collymore.
Vào tháng 3 năm 1996, có thông tin là Rush sẽ rời Anfield theo dạng chuyển nhượng tự do khi hợp đồng của anh kết thúc vào ngày 1 tháng 6.
Quãng thời gian dài thi đấu cho Lữ đoàn đỏ kết thúc khi ông vào sân từ ghế dự bị ở trận chung kết cúp FA 1996 tiếp Manchester United. Một trận đấu khá tẻ nhạt đã phải đi tới hiệp phụ và Eric Cantona ghi bàn để ấn định hiến thắng 1-0.Buồn thay pha chạm bóng cuối cùng của Ian Rush trong màu áo Liverpool lại là khi ông xử lý bóng không tốt bằng vai để Cantona ghi bàn.

### Giai đoạn sau của sự nghiệp,1996-2000
Rush chính thức rời khỏi Anfield vào ngày 20 tháng 5 năm 1996 khi ông đồng ý gia nhập Leeds United.Rush có một mùa giải chơi ở đây nhưng chỉ ghi 3 bàn trong 36 trận và trở thành cầu thủ tự do vào cuối mùa giải 1996-97.Đây là những bàn thắng cuối cùng của ông trong sự nghiệp chơi bóng ở Anh.
Ông được đưa về sân Elland Road bởi huấn luyện viên Howard Wilkinson, người đã bị sa thải chỉ một tháng sau khi vào mùa giải bởi George Graham.
Ông sau đó được Kenny Dalglish đưa về Newcastle United theo một bản hợp đồng 1 năm nhưng mất vị trí sau giáng sinh khi Alan Shearer trở lại từ chấn thương.Tuy nhiên, Rush vẫn ghi một bàn thắng quan trọng trong trận thắng 1-0 trước Everton ở vòng 3 cúp FA, bàn thắng thứ 43 của ông ở giải này (kỉ lục ở thế kỉ 20).
Ông được đem cho Sheffield United mượn ở cuối mùa giải, trước khi rời St James's Park để gia nhập Wrexham ở mùa hè 1998.Cầu thủ 37 tuổi Rush không có được bàn thắng nào ở giải hạng hai cho đội bóng phía Bắc xứ Wales, và chuyển về thi đấu ở vị trí tiền vệ vào cuối mùa giải.Ông cuối cùng gia nhập Sydney Olympic ở Úc, ghi 1 bàn trong 2 trận, trước khi chính thức giải nghệ ở tuổi 39 vào năm 2000.

## Huấn luyện viên của Chester,2004-2005
Sau khi làm huấn luyện viên tiền đạo của Liverpool dưới thời huấn luyện viên Gérard Houllier vào năm 2003, ông được bổ nhiệm làm huấn luyện viên của đội bóng chuyên nghiệp đầu tiên của ông, Chester City (khi đó đang chơi ở giải hạng hai), vào tháng 8 năm 2004.Chester có một khởi đầu tồi tệ trong mùa giải đầu tiên trở lại giải hạng nhất.Sau khi thua 3-1 trước Boston United trong trận đầu tiên dưới trướng huấn luyện viên mới, họ có chuỗi trận 2 tháng không thua và đưa đội bóng tới vòng ba cúp FA.Rush có vẻ như đã trả lời những lời chỉ trích, bao gồm từ cả cựu đồng đội ở Liverpool Mark Lawrenson.
Nhưng sau những thành công đó đội bóng của vị huấn luyện viên người Xứ Wales đã sa sút thảm hại.Rất nhiều trận thua đậm và Rush đã bị chỉ trích cho lối chơi bóng dài mà ông áp dụng lên toàn đội. Mặc dù chịu áp lực từ chủ tịch Stephen Vaughan, Rush đã từ chối thôi việc sau trận thua bẽ mặt 5-0 trước người hàng xóm Shrewsbury Town vào tháng 2 năm 2005.Nhưng sau khi Vaughan đuổi việc Aizlewood vào tháng 4 (sau trận thua 1-0 trước Darlington), Rush trên thực tế là đã thôi việc.Sau đó, Chester đã chính thức an toàn so với nhóm xuống hạng.Thời kì ủa ông đã chứng kiến các cầu thủ trẻ như Robbie Booth, Michael Walsh và Shaun Whalley có trận ra mắt cho đội bóng, trong khi những cầu thủ như Michael Brown, George Elokobi và Robbie Foy đều đến đội bóng theo dạng cho mượn.
Rush đã từng được phỏng vấn để làm huấn luyện viên của Peterborough United nhưng sau đó ông đã mất việc vào tay của Mark Wright, người đã từng chơi cùng Rush ở Liverpool từ năm 1991 đến 1996, và là người tiền nhiệm của Rush ở vị trí huấn luyện viên của Chester
.

## Sự nghiệp truyền thông và các hoạt động khác, 2005-nay
Vào năm 2005 ở tuổi 43, Ian Rush coi như quay lại với bóng đá để chơi cho TNS.
Từ tháng 11 năm 2005, Ian Rush đã tham gia vào công việc truyền thông trước trận đấu, bao gồm cả việc làm một người phân tích của kênh ESPN.Ông cũng xuất hiện như một bình luận viên và người đưa tin cho Sky Sports và Sky Sports New.Ông cũng làm việc cho kênh LFCTV.
Vào ngày 27 tháng 4 năm 2006, Rush tham gia vào một trận đấu từ thiện mang tên Marina Dalglish, trận này phỏng lại trận chung kết cúp FA vào năm 1986 giữa Liverpool và Everton.Khi đó vợ của Kenny Dalglish Marina bị ung thư vú và số tiền quyên góp được từ trận này sẽ được quyên góp cho bà.
Rush được ghi danh vào Các huyền thoại của bóng đá Anh vào năm 2006 nhờ những cống hiến của ông.
Ian vẫn thường xuyên khoác chiếc áo đỏ của Liverpool khi ông thường xuất hiện trong đội bóng 5 người và vẫn là một trong những cựu binh của Liverpool ở những trận đấu giao hữu từ thiện.
Vào ngày 7 tháng 9 năm 2007 Rush được bổ nhiệm làm người đào tạo cho thế hệ cầu thủ trẻ của đội tuyển quốc gia Xứ Wales.
Rush cho ra mắt cuốn tự truyện của ông vào ngày 21 tháng 8 năm 2009.

## Thi đấu quốc tế
Rush có trận ra mắt cho đội tuyển Wales trước khi ông có trận ra mắt cho Liverpool, chơi trận đầu tiên vào ngày 21 tháng 5 năm 1980 tiếp Scotland.Rush là nhân tố chủ chốt cho đội tuyển xứ Wales khi ghi 28 bàn trong 73 trận.
Không may là trong suốt sự nghiệp của mình ông chưa bao giờ được thi đấu ở một giải đấu lớn chính thức, mặc dù vào năm 1991 ông ghi bàn trong trận vòng loại Euro 1992 với đội tuyển Đức.Wales đã không thể vào được vòng chung kết, và nó đã xảy đến với Rush ở các vòng loại World Cup vào các năm 1982, 1986, 1994 và 1988.Điều này là điểm chung của ông với các huyền thoại George Best và người đồng hương Ryan Giggs những người chưa bao giờ chơi ở một giải đấu chính thức.
Một bàn trận thắng ở tầm quốc tế nổi tiếng khác của Rush là trong trận giao hữu gặp đội tuyển Ý ở Brescia vào tháng 6 năm 1988.Sau một năm thất vọng ở Ý, Rush làm câm các lời chỉ trích nhắm vào anh với bàn thắng duy nhất giúp cho Wales có trận thắng gây sốc.

## Danh hiệu

### Danh hiệu cá nhân
- Cầu thủ trẻ xuất sắc nhất năm của bóng đá Anh:1983
- Cầu thủ trẻ xuất sắc nhất năm của bóng đá Anh:1984
- Cầu thủ xuất sắc nhất năm của bóng đá Anh theo bình chọn của các nhà báo:1984
- Chiếc giày vàng châu Âu:1984

Uefa champions league 1980-1981,1983-1984

### Kỉ lục
- Ghi nhiều bàn thứ hai trong lịch sử cúp FA, và nhiều nhất trong thế kỉ 20 ở cúp FA với 44 bàn (39 cho Liverpool, 4 cho Chester City, 1 cho Newcastle United).Chỉ có Henry "Harry Cursham của Notts County ghi nhiều hơn - 49 bàn từ năm 1877 đến 1888.
- Ghi nhiều bàn nhất trong lịch sử các trận chung kết cúp FA với 5 bàn.
- Ghi nhiều bàn nhất ở Cúp liên đoàn với 49 bàn (48 cho Liverpool), chia sẻ thành tích cùng Sir Geoff Hurst.
- Cầu thủ đầu tiên có 5 lần vô địch cúp liên đoàn.
- Ghi nhiều bàn nhất cho đội tuyển xứ Wales với 28 bàn.
- Ghi nhiều bàn nhất cho Liverpool với 346 bàn.
- Ghi nhiều bàn thứ 3 cho Liverpool ở giải hạng nhất Anh với 229 bàn, sau Roger Hunt (245) và Gordon Hodgson (233).
- Ghi nhiều bàn nhất trong các trận derby vùng Merseyside giữa Liverpool và Everton với 25 bàn.
- Kỉ lục về một cầu thủ được bán ra bởi Chester City (300,000 bảng Anh)